# Олександрівка (Луцька міська громада)
Олекса́ндрівка — село в Україні, у Луцькому районі Волинської області. Входить до складу Луцької міської громади. Населення становить 112 осіб.

## Історія
У 1906 році колонія Торчинської волості Луцького повіту Волинської губернії. Відстань від повітового міста 14 верст, від волості 13. Дворів 30, мешканців 184.
З 23 грудня 2016 року до 12 червня 2020 року у складі Заборольської сільської громади. 
12 червня 2020 року, згідно з розпорядженням Кабінету Міністрів України  № 708-р, село увійшло до складу Луцької міської громади.

## Населення
Згідно з переписом УРСР 1989 року чисельність наявного населення села становила 138 осіб, з яких 62 чоловіки та 76 жінок.
За переписом населення України 2001 року в селі мешкало 112 осіб.

### Мова
Розподіл населення за рідною мовою за даними перепису 2001 року:
| Мова       | Відсоток |
| ---------- | -------- |
| українська | 95,54 %  |
| російська  | 4,46 %   |